# Walter Krötz
Walter Krötz (* im 20. Jahrhundert) ist ein ehemaliger deutscher Eishockeyspieler und mehrfacher Deutscher Meister.

## Leben
Walter Krötz stammt aus Füssen. Da er sich sehr für den Eishockeysport interessierte, wurde er Mitglied des in den 1950er und 1960er Jahren führenden deutschen Eishockeysportvereins, dem EV Füssen. Hier gelangte er auf Grund seiner Leistungen bald in die erste Mannschaft des Vereines, in der er dann jahrelang einer der Stammspieler und Leistungsträger seines Vereins wurde und mit ihm insgesamt acht Mal Deutscher Meister wurde. Zum ersten Mal gelang dies in der Saison 1956, weitere Titel folgten in den Jahren 1957, 1958, 1959, 1961, 1963, 1964 und 1965.
Als der FV Füssen 1963 zum zehnten Mal deutscher Meister im Eishockey wurde, nahm Bundespräsident Heinrich Lübke dies zum Anlass, allen Mitgliedern der Meistermannschaft am 10. März 1963 das Silberne Lorbeerblatt zu verleihen.